# Adrián San Miguel del Castillo
Adrián San Miguel del Castillo (Sevilla, 3 januari 1987) – alias Adrián – is een Spaans voetballer die speelt als doelman. In juli 2024 verruilde hij Liverpool voor Real Betis.

## Carrière
Adrián werd in 1998 opgenomen in de jeugdopleiding van Real Betis. Hij speelde vijf jaar voor het reserveteam van de club, waarna hij in het seizoen 2011/12 derde doelman van het eerste elftal werd. Een knieblessure hield hem dat seizoen maanden aan de kant. Op 29 september 2012 maakte Adrián zijn debuut voor de hoofdmacht van Real Betis, in een met 4-0 verloren wedstrijd uit bij Málaga. Hij verving in die wedstrijd veldspeler Salvador Agra, nadat doelman Casto een rode kaart had gekregen. Het seizoen erna werd hij eerste doelman van Betis.
Op 5 juni 2013 werd bekend dat Adrián een driejarig contract had ondertekend bij West Ham United, waar hij in eerste aanleg tweede doelman werd achter Jussi Jääskeläinen. Niettemin speelde hij in zijn eerste seizoen 28 en in het volgende alle 38 competitieronden in de Premier League. Adrián verlengde in oktober 2015 zijn contract bij West Ham tot medio 2017, met een optie voor nog twee jaar. Deze optie werd twee jaar later gelicht, waardoor de Spanjaard tot 2019 vastgelegd werd in Londen.
In de zomer van 2019 liep deze verbintenis af en hierop verkaste Adrián naar Liverpool, waar hij zijn handtekening zette onder een verbintenis voor de duur van twee jaar. In de maand voordat zijn contract afliep, werd deze met een jaar verlengd. Dit gebeurde ook in juni 2023. Na afloop van deze verbintenis keerde Adrián terug bij Real Betis, waar hij voor twee jaar tekende.

## Clubstatistieken
| Seizoen | Club            | Competitie       | Competitie | Competitie | Beker | Beker | Internationaal | Internationaal | Totaal | Totaal |
| Seizoen | Club            | Competitie       | Wed.       | Dlp.       | Wed.  | Dlp.  | Wed.           | Dlp.           | Wed.   | Dlp.   |
| ------- | --------------- | ---------------- | ---------- | ---------- | ----- | ----- | -------------- | -------------- | ------ | ------ |
| 2012/13 | Real Betis      | Primera División | 32         | 0          | 0     | 0     | —              | —              | 32     | 0      |
| 2013/14 | West Ham United | Premier League   | 20         | 0          | 6     | 0     | —              | —              | 26     | 0      |
| 2014/15 | West Ham United | Premier League   | 38         | 0          | 4     | 0     | —              | —              | 42     | 0      |
| 2015/16 | West Ham United | Premier League   | 32         | 0          | 1     | 0     | 3              | 0              | 36     | 0      |
| 2016/17 | West Ham United | Premier League   | 16         | 0          | 2     | 0     | 1              | 0              | 19     | 0      |
| 2017/18 | West Ham United | Premier League   | 19         | 0          | 3     | 0     | —              | —              | 22     | 0      |
| 2018/19 | West Ham United | Premier League   | 0          | 0          | 5     | 0     | —              | —              | 5      | 0      |
| 2019/20 | Liverpool       | Premier League   | 11         | 0          | 3     | 0     | 4              | 0              | 17     | 0      |
| 2020/21 | Liverpool       | Premier League   | 3          | 0          | 2     | 0     | 1              | 0              | 6      | 0      |
| 2021/22 | Liverpool       | Premier League   | 0          | 0          | 1     | 0     | 0              | 0              | 1      | 0      |
| 2022/23 | Liverpool       | Premier League   | 0          | 0          | 1     | 0     | 0              | 0              | 1      | 0      |
| 2023/24 | Liverpool       | Premier League   | 0          | 0          | 0     | 0     | 0              | 0              | 0      | 0      |
| 2024/25 | Real Betis      | Primera División | 0          | 0          | 0     | 0     | 0              | 0              | 0      | 0      |
| Totaal  | Totaal          | Totaal           | 171        | 0          | 28    | 0     | 10             | 0              | 209    | 0      |

Bijgewerkt op 12 juli 2024.

## Erelijst
| Premier League      | 1 | 2019/20 |
| FA Cup              | 1 | 2021/22 |
| EFL Cup             | 1 | 2021/22 |
| FA Community Shield | 1 | 2022    |
| UEFA Super Cup      | 1 | 2019    |
| FIFA Club World Cup | 1 | 2019    |